# 함양 대덕리 마애여래입상
함양 대덕리 마애여래입상(咸陽 大德里 磨崖如來立像)은 대한민국 경상남도 함양군 함양읍 대덕리, 일명 '부처골'이라 불리는 경상남도 삼양군 함양읍 대덕리 메아리골 바위면에 조각된 불상이다.
1997년 1월 30일 경상남도의 유형문화재 제319호 함양대덕리마애여래 입상으로 지정되었다가, 2018년 12월 20일 현재의 명칭으로 변경되었다.

## 개요
일명 ‘부처골’이라 불리는 경상남도 삼양군 함양읍 대덕리 메아리골 바위면에 조각된 불상이다. 주변 환경으로 미루어 보아 옛 절터로 추정되나 기록은 남아 있지 않다. 전체적인 윤곽을 가는 선으로 표현하였다.
민머리 위에 상투 모양의 머리묶음이 뚜렷하고 둥근 얼굴은 부드러운 인상을 느끼게 한다. 목에는 3줄의 삼도가 새겨져 있고, 양 어깨를 감싼 옷은 가슴 아래로 U자모양의 옷주름을 만들고 있다.
양 손은 엄지와 검지를 맞댄 아미타여래의 손모양을 하고 있으며, 대좌(臺座)에는 소박하면서도 생동감 있는 연꽃잎을 표현해 놓았다.

## 참고 문헌
- 함양 대덕리 마애여래입상 - 국가유산청 국가유산포털